# Delholm, Nagu
Delholm är en ö nära Haverö i Nagu,  Finland. Den ligger i Skärgårdshavet i Pargas stad i den ekonomiska regionen  Åboland i landskapet Egentliga Finland, i den sydvästra delen av landet. Ön ligger omkring 4 kilometer sydväst om Haverö, 7 kilometer öster om Nagu kyrka, 30 kilometer sydväst om Åbo och omkring 160 kilometer väster om Helsingfors. Närmaste allmänna förbindelse är förbindelsebryggan vid Själö som trafikeras av M/S Falkö och M/S Östern.
Öns area är 30,4 hektar och dess största längd är 0,8 kilometer i nord-sydlig riktning. Ön höjer sig omkring 40 meter över havsytan. I omgivningarna runt Delholm växer i huvudsak barrskog.